# Silva (Barcelos)
Silva ist eine Gemeinde (Freguesia) im nordportugiesischen Kreis Barcelos. In ihr leben 900 Einwohner (Stand 19. April 2021).